# Republika
Republika (в переводе с пол. — «Республика») — польская рок-группа, основанная в 1981 году в Торуни. Группа очень быстро стала популярной и начала давать концерты по всей Польше, выступила даже на фестивале рок-музыки в Яроцине — крупнейшим фестивале рок-музыки из всех государств ОВД. Группа прекратила существовать 22 декабря 2001 года, когда умер её лидер и автор всех текстов Гжегож Цеховский. Последнее выступление группы состоялось в 2002 году в виде концерта совместно с театральным спектаклем в честь Цеховского. Ежегодно в Польше происходят не менее трёх событий связанных с группой и её лидером — «In Memoriam» в родном городе Цеховского — Тчеве, а также «Dzień Białej Flagi» («День Белого Флага») и «Koncert specjalny im. G. Ciechowskiego» («Специальный концерт имени Г. Цеховского») в Торуни. Название «День Белого Флага» происходит от первой и самой известной песни группы — Biała Flaga (Белый Флаг).

## История группы

### Начало
В 1979 году на фестивале рок-музыки в Сопоте впервые раз сыграла арт-рок группа Res Publica (Рэс Публица) из Торуни. Когда из группы ушел лидер, Ян Кастор (настоящее имя Веслав Русиньский; пол. Wiesław Ruciński), группа сменила название на «Republika» («Республика») и начала играть новую волну. Новым лидером группы стал Гжегож Цеховский, который раньше только играл на флейте и писал тексты. В 1981 году сформировался окончательный состав группы, просуществовавший до 1986 года. Членами группы стали Гжегож Цеховский (вокал, клавишные, флейта), Збигнев Кживаньский (гитара, бэк-вокал), Славомир Цесельский (барабаны, бэк-вокал) и Павел Кучинский (бас-гитара).

### 1981—1986
25 апреля 1981 в студенческом клубе «Od Nowa» в Торуни состоялся первый концерт группы Republika. Первая песня группы под названием «Белый флаг» (пол. Biała flaga) сразу стала самым большим хитом группы, и даже сегодня это её наиболее популярная композиция. Осенью 1981 года группа выступала в клубе Remont во Варшаве вместе с группой Brygada Kryzys (Бригада Кризис). Концерт, однако, прервали, так как музыканты съели печенье с гашишем и не смогли играть.
В 1982 году группа завоевывала популярность, начала часто появляться в эфире и давать концерты во всей Польше. Группа сильно отличалась от других популярных в то время групп. На концертах музыканты были одеты в чёрную одежду и стояли неподвижно. Это была важная часть изображения, так называемой «черно-белой» группы. Создателями такого изображения были лидер Гжегож Цеховский и менеджер группы Анджей Людев (пол. Andrzej Ludew). В том же году группа выступила ещё на фестивале в Яроцине.

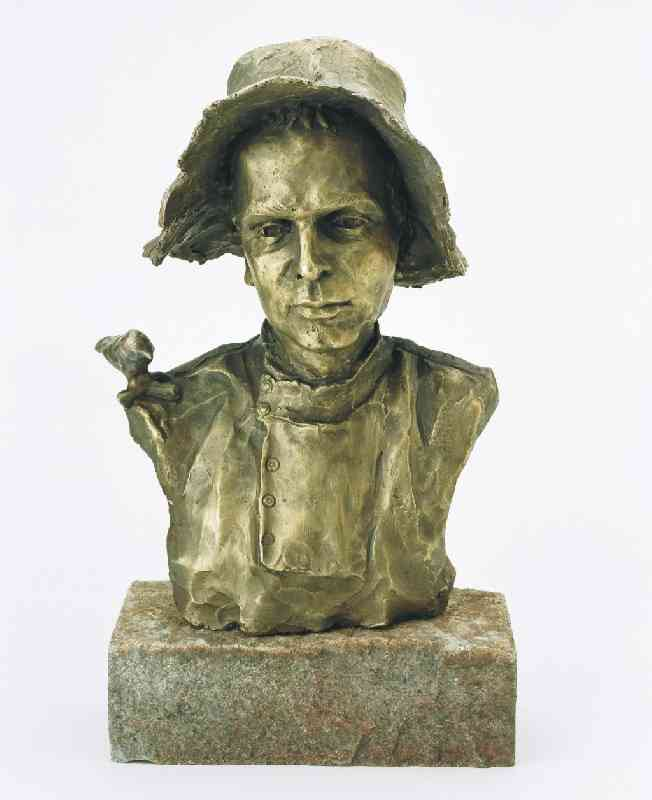
Бюст Гжегожа Цеховского — лидера группы Republika.

Вначале 1983 года группа вместе с британской группой U.K. Subs давала концерты по всей Польше (дали сообща 13 концертов). Потом в 1983 году выпустили свои первые синглы в издательстве Tonpress и свой первый альбом Nowe Sytuacje (Новые положения) в издательстве Polton. В течение первого месяц после выхода было продано 260 тысяч экземпляр альбома, несмотря на то, что альбом стоил 700 злотых, а другие выпущенные в то время альбомы стоили примерно 160 злотых. Также в том же году британское издательство Mega Organisation выпустило альбом Nowe Sytuacje на английском языке под названием 1984. Название альбома относилось к роману Джорджа Оруэлла 1984.
В 1984 году группа выпустила свой второй студийный альбом Nieustanne Tango (Непрестанное танго) в издательстве Polton. В этом году группа выступила на двух больших скандинавских музыкальных фестивалях в Турку (Финляндия) и Роскилле (Дания). В том году концертная деятельность группы приостановилась, когда её лидера призвали в армию. Гжегож 10 месяцев служил в армии в качестве артиллериста. В конце 1984 года группа подготовила и снялась в театральном спектакле Republika — Rzecz Publiczna (Республика — Общественное Дело) на основе книги «Опустошитель» Сэмюэла Беккета (с 1971 года) и венгерского рок-балета «Проба» (с 1982 года).
В феврале 1985 года альбом Nowe sytuacje получил статус золотого диска. В мае Republika выступала на фестивале Rock Arena в Познани, на том же самом фестивале финская группа играющая глэм-метал Hanoi Rocks сыграла свой последний концерт (на сцену вернулись в 2001 году), там также играла английская группа The Meteors, датская рок-группа Pretty Maids и другие. Позже в том году группа дала концерт на фестивале в Яроцине, где вначале публика бросала в неё помидорами, а в конце ликовала и просила исполнения на бис. Фрагменты этого концерта появились в кинодокументе о фестивале в Яроцине «Fala» (Волна). Причиной, почему группа была так прохладно принята, была отмена её выступления на фестивале в 1983 и 1984 годах.
В 1986 группа снялась в англоязычном документальном фильме BBC о фестивале в Яроцине «My Blood Your Blood», название которого было взято от песни группы под названием «Moja krew» (пол. Моя кровь). Потом во время записи своего третьего альбома, музыканты поссорились и группа распалась. С этого момента Цеховский начал сольную карьеру как Obywatel G.C. (Гражданин Г. Ц.), а другие музыканты принимали участие в разных музыкальных проектах, из которых наиболее популярная была группа Opera создана членами группы Republika и Робером Гавлиньским (пол. Robert Gawliński) в роли лидера.

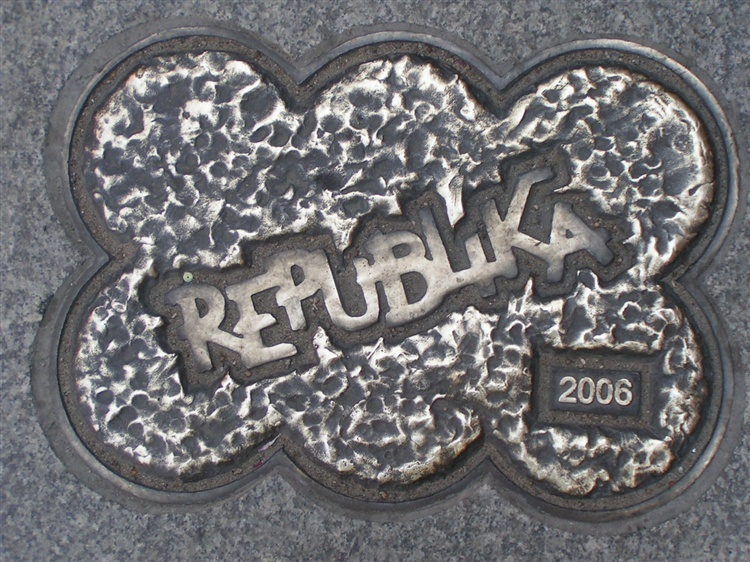
Пряник, посвященный группе Republika.

### 1990—2002
В 1990 году группа выступила на 27-м музыкальном фестивале в Ополе и начала снова сообща давать концерты. В том же году Republika поехала в США чтобы дать концерт для Полонии. В год 1991 записала альбом 1991. Тогда к ним присоединился новый басист Лешек Бёлик (пол. Leszek Biolik).
В 1993 году группа записала новый альбом под названием Siódma Pieczęć (Седьмая печать). На этом альбоме музыканты ушли от новой волны к прогрессив-року. Перед выдачей альбома группа выступила на фестивале в Сопоте, где показала премьерный материал из альбома. В феврале, группа сыграла также акустический концерт в Лодзи, который был записан и выданный на альбоме под званием Bez Prądu (Без Тока). В конце того года Republika выпустили сборник своих самых известных песен под названием ’82—’85.
В 1995 году записали альбом Republika Marzeń (Республика Мечтаний). От названия альбома происходит название наиболее известного фан-клуба группы Republika в Польше.
В 1996 году Republika выступила на концерте памяти Кшиштофа Кленчона (пол. Krzysztof Klenczon) на фестивале в Ополе и сыграла песню «Nie przejdziemy do historii» Кленчона. Это была единственная кавер-версия песни во всей их карьере.
В 1998 году группа записала альбом Masakra («Резня»), который стал более электронным чем прежние.
19 ноября 1999 года в кино выходит фильм режиссёра Станислава Кузьняка (пол. Stanisław Kuźniak) «Moja Angelika» (Моя Анджелика) с музыкой Цеховского, который вдохновлен песней группы «Moja Angelika».
В 2001 году группа сыграла много концертов во всей Польше, и также на фестивале в Ополе. Лидер группы — Гжегож Цеховский скоропостижно скончался 22 декабря 2001 года, и группа перестала существовать — причиной смерти стала аневризма сердца. В 2002 году состоялся последний концерт Republika совместно с театральным спектаклем в честь Цеховского. В этом году выданный также последний альбом группы под названием Ostatnia Płyta (Последний Альбом).

## Состав
- Гжегож Цеховский (пол. Grzegorz Ciechowski) — вокал, клавишные, флейта (1981—1986, 1990—2001)
- Збигнев Кживаньский (пол. Zbigniew Krzywański) — соло-гитара, бэк-вокал (1981—1986, 1990—2001)
- Славомир Цесельский (пол. Sławomir Ciesielski) — барабаны, бэк-вокал (1981—1986, 1990—2001)
- Павел Кучыньский (пол. Paweł Kuczyński) — бас-гитара (1981—1986, 1990)
- Лешек Бёлик (пол. Leszek Biolik) — бас-гитара, бэк-вокал (1991—2001)

## Дискография[47]

### Студийные альбомы
- 1983 — Nowe Sytuacje
- 1984 — 1984 (альбом Nowe Sytuacje на английском)
- 1984 — Nieustanne Tango
- 1991 — 1991
- 1993 — Siódma Pieczęć
- 1995 — Republika Marzeń
- 1998 — Masakra
- 2002 — Ostatnia Płyta

### Синглы
- 1983 — Kombinat/Gadające głowy
- 1983 — Układ sił/Sexy doll
- 1986 — Sam na linie/Moja krew
- 1993 — Obejmij mnie, Czeczenio (Обними меня, Чечня) — Все деньги из продажи были положены на помощь жертвам Первой чеченской войны[48]

#### Промозаписи
- 1991 — Lawa / Balon
- 1995 — Republika Marzeń
- 1998 — Mamona
- 1998 — Gramy dalej
- 1998 — Raz na milion lat
- 1999 — Odchodząc
- 2000 — Moja Angelika
- 2001 — Nie pójdę do szkoły
- 2002 — Śmierć na pięć
- 2002 — Zielone usta

### Концертные альбомы
- 1993 — Bez Prądu (акустический концерт)
- 2002 — Republika
- 2004 — Największe przeboje — LIVE
- 2007 — Trójka Live! — Republika

### Сборники
- 1993 — '82-'85
- 1999 — Biała Flaga
- 2003 — Komplet (13 альбомов)
- 2007 — Gwiazdy polskiej muzyki lat 80.
- 2019 — Winyloteka. Republika

### Видеография
- 2002 — Republika — Złote DVD (видеоклипы, интервью и концерты (включая последний) группы)

## Видеоклипы
1. «Śmierć w bikini»
2. «Poranna wiadomość»
3. «Tak długo czekam (Ciało)»
4. «Lawa»
5. «Betlejem jest wszędzie»
6. «Nostradamus»
7. «Reinkarnacje»
8. «Obejmij mnie, Czeczenio»
9. «Republika Marzeń»
10. «Zapytaj mnie czy cię kocham»
11. «W końcu»
12. «Mamona»
13. «Odchodząc»
14. «Moja Angelika»
15. «Śmierć na pięć»

Существует немного видеоклипов группы. Согласно с минималистичным изображением группы видеоклипов возникло просто мало, а часть из них на данный момент вообще недоступна публично.

## Трибьюты
- 2005 — Kwartet Śląski — «Republique»[51]
- 2010 — различные исполнители — «A tribute to Republika»[52]
- 2010 — Kasia Kowalska — «Ciechowski. Moja krew»[53]
- 2011 — Half Light — «Nowe Orientacje»[54]
- 2011 — Agressiva 69 — «Republika 69»[55]
- 2011 — Projekt Republika — «Projekt Republika: XVII Przystanek Woodstock»[56]
- 2014 — Nowe Sytuacje — «Jarocin Live 2014»[57]
- 2015 — различные исполнители — «Grzegorz Ciechowski. Spotkanie z legendą»[58]
- 2015 — Dobrawa Czocher & Hania Rani — «Biała Flaga»[59]
- 2015 — Drekoty — «Nowe konstelacje»[60]
- 2015 — Kiev Office — «Tribute To Republika»[61]
- 2016 — Nowe Sytuacje — «Jarocin Live 2015»[62]
- 2016 — Fonetyka — «Ciechowski»[63]
- 2016 — unitrΔ_Δudio — «Tribute to Grzegorz Ciechowski»[64]
- 2018 — различные исполнители — «RE[punk]BLIKA. Nieustanne Pogo»[65]
- 2019 — Kovalczyk — «Piosenki Mistrza»[66]
- 2020 — Bończyk Krzywański Nowak — «Czarno-Białe Ślady»[67]
- 2021 — Płatek — «Rebelia»[68]
- 2021 — Orkiestra Kameralna Progress — «Orchestral Tribute to Grzegorz Ciechowski»[69]
- 2022 — Teatr Muzyczny w Poznaniu — «Kombinat»[70]
- 2024 — Tymon Tymański — «Republikacje»[71]